# Tempio di Augusto (Barcellona)
Il Tempio di Augusto era un tempio romano costruito durante il periodo imperiale nella colonia di Barcino (l'odierna Barcellona).
Il tempio era l'edificio principale presente sul monte Tàber e oggi si trova al numero 10 di Carrer del Paradís nel Barri Gòtic. La dedica ad Augusto è basata sulla tradizione, ma non è dimostrata.

## Archeologia
Se era ancora in uso, nel IV secolo il tempio è stato di certo chiuso durante le persecuzioni ai danni dei pagani sotto gli imperatori cristiani e successivamente demolito. Le sue rovine furono scoperte alla fine del XIX secolo, quando tre delle sue colonne apparvero sul cantiere del Centre Excursionista de Catalunya. Una quarta colonna fu esposta alla Plaça del Rei e successivamente aggiunta alla struttura, come si può vedere oggigiorno.
Secondo Josep Puig i Cadafalch, l'architetto Antoni Celles aveva fatto una descrizione completa e una mappa del tempio durante gli scavi e lo descrive come un tempio periptero con 11 colonne sui lati, comprese quelle d'angolo, e 6 sul fronte e sul posticum. 
Il tempio sarebbe stato eretto su un podio ad un'altezza pari a un terzo di quella delle colonne e le sue dimensioni dell'edificio sarebbero state di 35 x 17,5 metri.
Il tempio di Augusto è uno dei siti che fanno parte del Museo di storia di Barcellona (MUHBA).

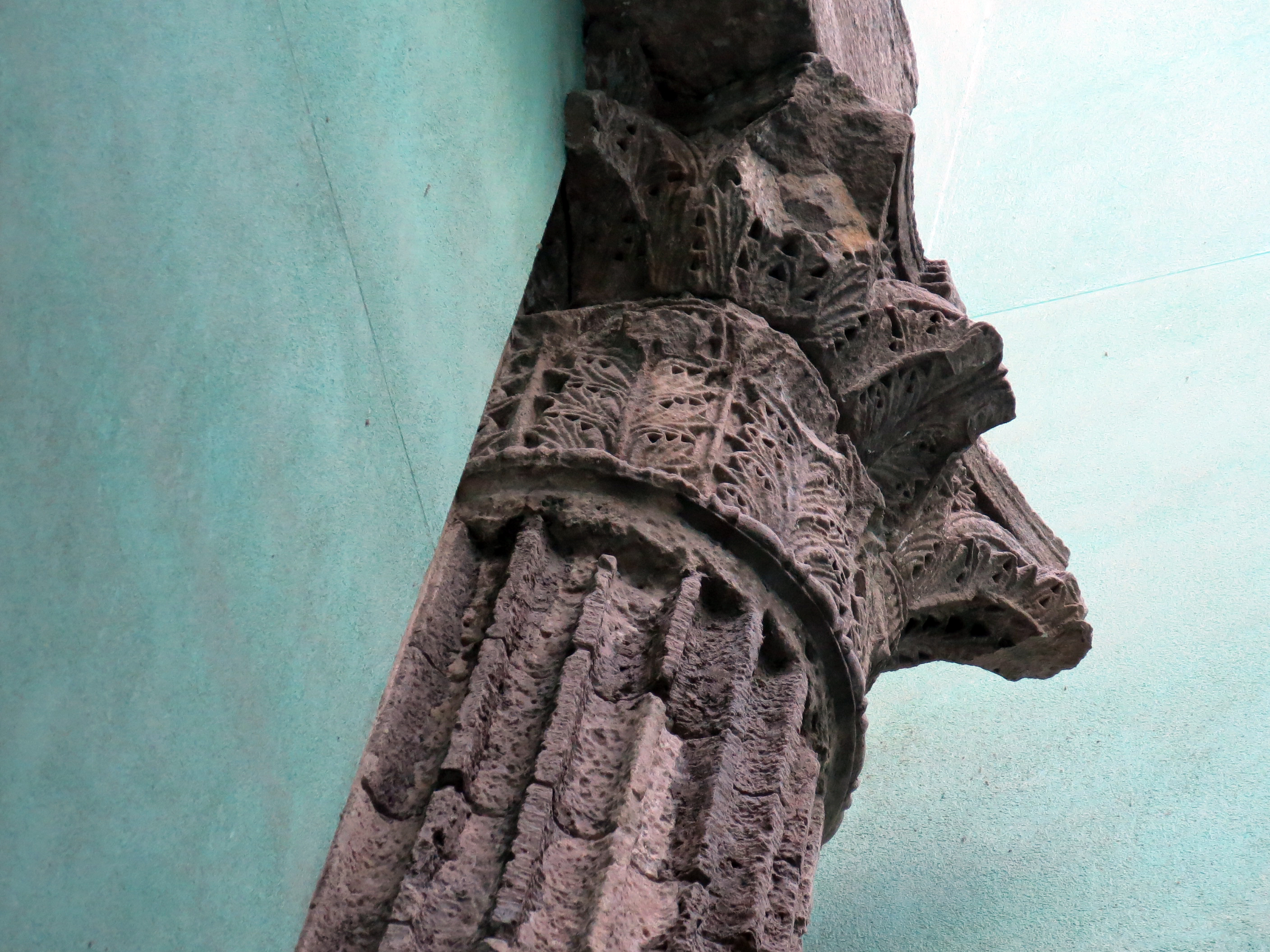
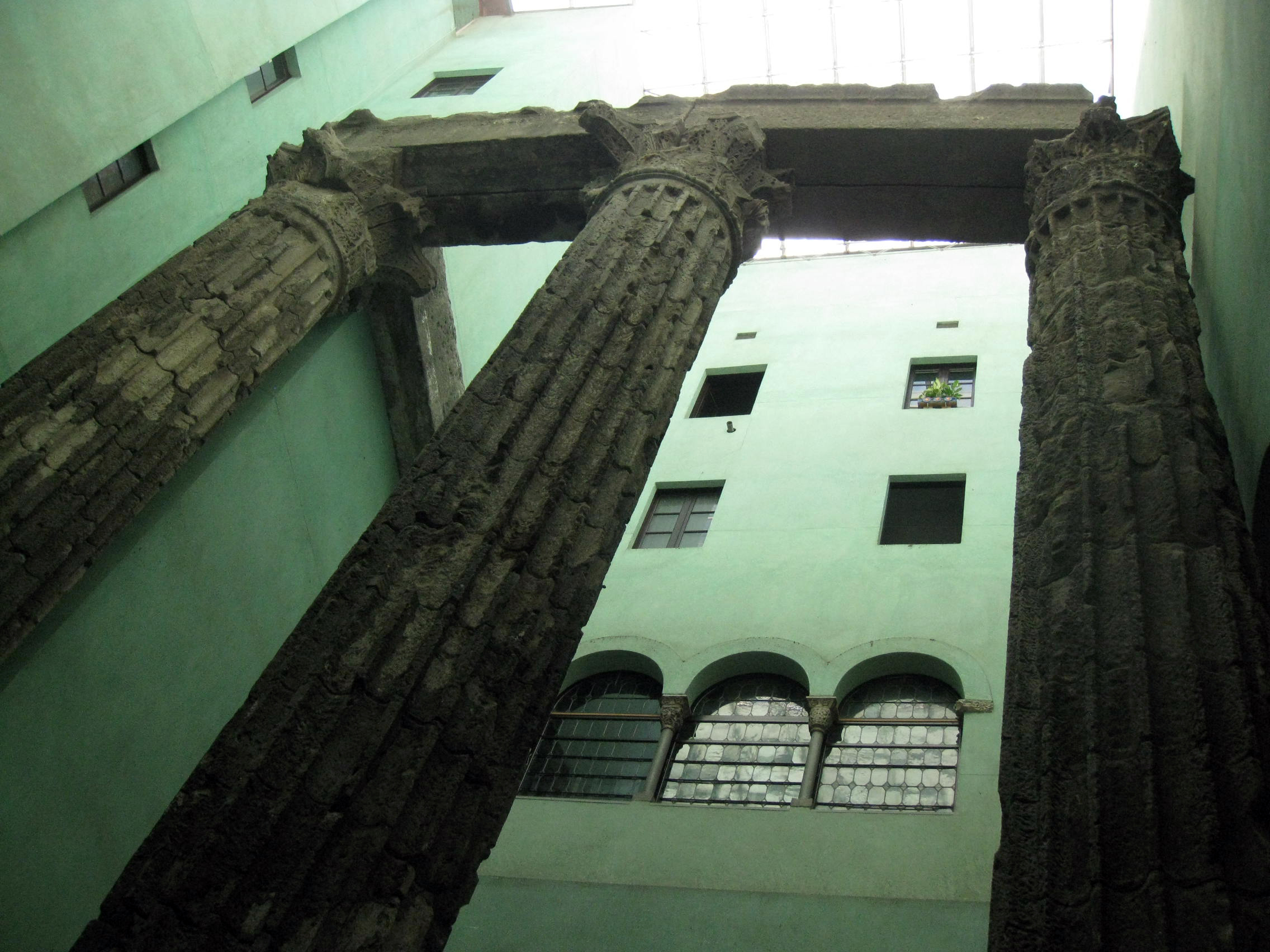
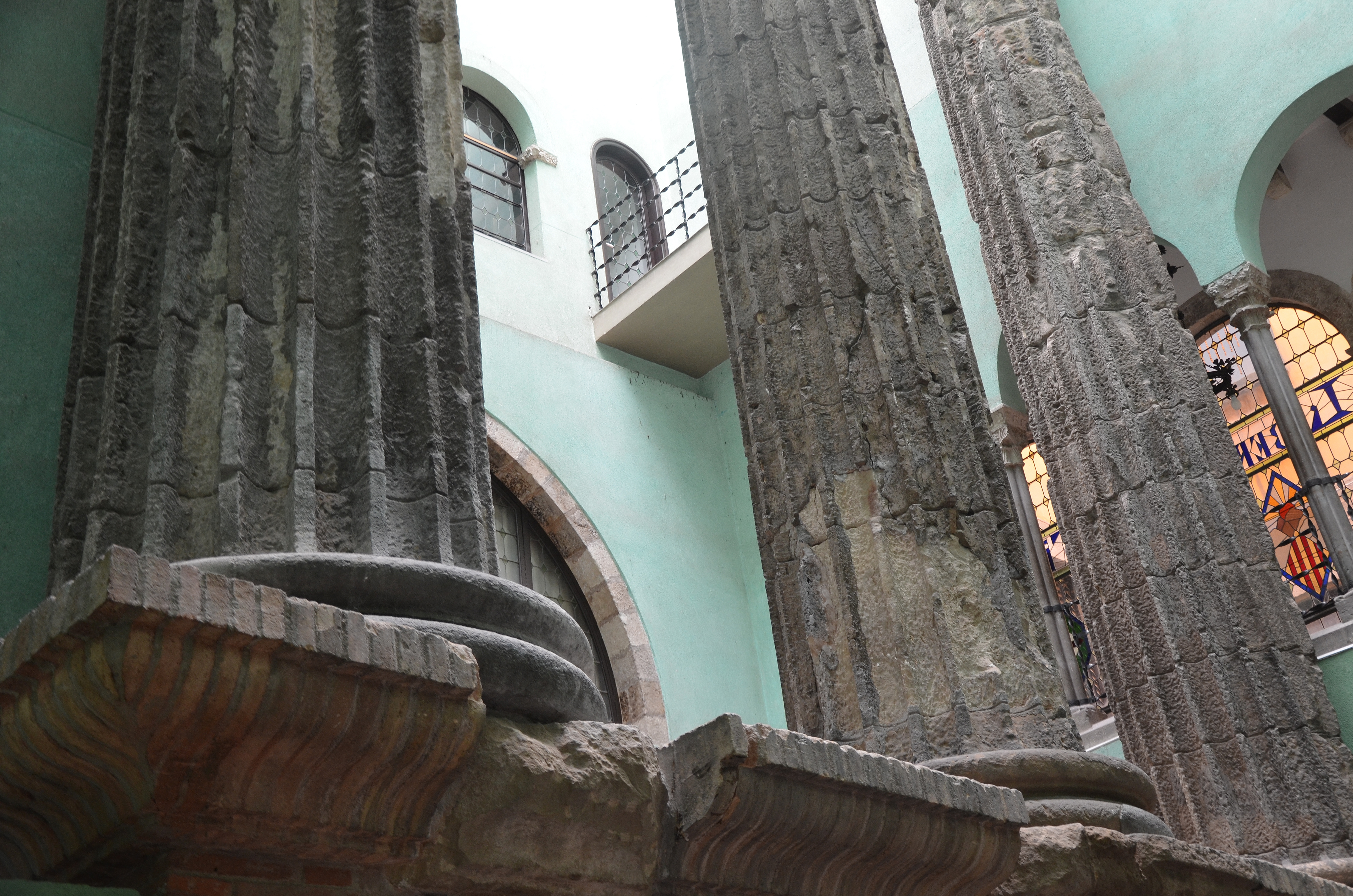